# Estación de La Llama de la Guzpeña
La Llama de la Guzpeña es un apeadero ferroviario situado en el municipio español de Prado de la Guzpeña en la provincia de León, comunidad autónoma de Castilla y León. Forma parte de la red de ancho métrico de Adif, operada por Renfe Operadora a través de su división comercial Renfe Cercanías AM. Está integrada dentro del núcleo de Cercanías León al pertenecer a la línea C-1f, que une la estación de León-Matallana con la estación de Guardo-Apeadero. Cuenta también con servicios regionales de la línea R-4f, que une León con Bilbao.

## Situación ferroviaria
La estación se encuentra en el punto kilométrico 66,4 de la línea férrea de ancho métrico de La Robla y León a Bilbao (conocido como Ferrocarril de La Robla), entre las estaciones de Valle de Las Casas y Prado de la Guzpeña, a 1023,32 metros de altitud. El tramo es de vía única y no está electrificado. Según Adif, la denominación oficial de la línea a la que pertenece la estación es la 08-790 (Asunción Universidad-Aranguren).

## Historia
Tras la ceremonia de inauguración de la línea el 11 de agosto de 1894,, no existía ninguna estación en el lugar actual, sin embargo, la línea fue abierta al tráfico el 14 de septiembre de 1894 con la puesta en marcha del tramo Cistierna-Sotoscueva de la línea que pretendía unir La Robla con Bilbao, quedando La Robla y Bilbao definitivamente unidas sin transbordo en 1902.
Las obras y la explotación inicial de la concesión corrieron a cargo de la Sociedad del Ferrocarril Hullero de La Robla a Valmaseda, S.A. (que a partir de 1905 pasó a denominarse Ferrocarriles de La Robla, S.A.). En 1972, FEVE compró la compañía debido a la decadencia que padecía la línea, provocada por la falta de rentabilidad que sufrió la industria del carbón. Sin embargo, bajo el mandato de la empresa pública la explotación empeoró y la línea se cerró parcialmente en 1991. El 19 de mayo de 2003 se reanudó el tráfico de viajeros entre León y Bilbao, merced a un acuerdo con la Junta de Castilla y León. En 2005 y años sucesivos se confirmó la colaboración entre la Junta de Castilla y León y FEVE. Por convenio firmado en junio de 2006, se acordó la construcción de más apeaderos en la línea.
El 1 de enero de 2013, se disolvió la empresa FEVE en un intento del gobierno por unificar vía ancha y estrecha, encomendándose la titularidad de las instalaciones ferroviarias a Adif y la explotación de los servicios ferroviarios a Renfe Operadora, distinguiéndose la división comercial de Renfe Cercanías AM para los servicios de pasajeros y de Renfe Mercancías para los servicios de mercancías.

## La estación
No pertenece a las estaciones originales de la línea, sino que fue concebida en 2003, con la reapertura de la línea. La estación se sitúa al oeste del municipio, en zona de curvas. Situado a escasa distancia de la población, consta de un simple refugio, situado a la izquierda de la única vía principal en kilometraje ascendente, sobre un andén lateral de 60 metros de longitud. Dicho refugio es de ladrillo con cubierta metálica, en línea con la imagen corporativa en 2003 de la extinta FEVE. Se sitúa en las cercanías del pueblo del mismo nombre y cuenta con un acceso peatonal realizado en cemento, cruzando a nivel la carretera autonómica   CL-626  desde la población. El tendido ferroviario, sin embargo, pasa a un nivel más elevado sobre la carretera. Esto condiciona que el acceso peatonal tenga una fuerte pendiente en rampa ascendente, lo que dificulta el acceso a usuarios PMR. No dispone de aparcamiento ni está señalizado el acceso.

## Servicios ferroviarios

### Regionales
Los trenes regionales que realizan el recorrido León - Bilbao (línea R-4f) tienen parada en la estación. Su frecuencia es de un tren diario por sentido. En las estaciones en cursiva, la parada es discrecional, es decir, el tren se detiene si hay viajeros a bordo que quieran bajar o viajeros en la parada que manifiesten de forma inequívoca que quieren subir. Este sistema permite agilizar los tiempos de trayecto reduciendo paradas innecesarias.
Las conexiones ferroviarias entre La Llama de la Guzpeña y el resto de estaciones de la línea, para los trayectos regionales, se efectúan exclusivamente con composiciones de la serie 2700
| Línea | Origen/Destino   | Paradas intermedias | Destino/Origen |
| ----- | ---------------- | --- | -------------- |
|       | Bilbao Concordia | Amézola · Basurto Hospital · Zorroza-Zorrozgoiti · Iráuregui · Zaramillo · Sodupe · Aranguren · Aranguren-Apeadero · Zalla · Valmaseda · Arla-Berrón · Ungo-Nava · Mercadillo-Villasana · Cadagua · Bercedo-Montija · Quintana · Espinosa de los Monteros · Redondo · Sotoscueva · Pedrosa · Dosante Cidad · Robredo Ahedo · Soncillo · Cabañas de Virtus · Arija · Llano · Las Rozas de Valdearroyo · Montes Claros · Los Carabeos · Mataporquera · Cillamayor · Salinas de Pisuerga · Vado-Cervera · Castrejón de la Peña · Villaverde-Tarilonte · Santibáñez de la Peña · Guardo-Apeadero · Guardo · La Espina · Valcuende · Puente Almuhey · Cerezal de la Guzpeña · Prado de la Guzpeña · La Llama de la Guzpeña · Valle de las Casas · Sorriba · Cistierna · La Ercina · Boñar · La Vecilla · Matallana · San Feliz · Asunción/Universidad · Ventas/San Mamés | León-Matallana |

### Cercanías
Forma parte de la línea C-1f de Cercanías León. Las circulaciones que prestan servicio a esta estación son las que realizan el recorrido completo de la línea hasta Guardo-Apeadero efectuando parada en todas las estaciones del recorrido. La frecuencia que presenta es de un tren diario por sentido, tanto los días laborables como los sábados y festivos. Este servicio complementa al tren regional.
Las conexiones ferroviarias entre La Llama de la Guzpeña y el resto de estaciones de la línea, para los trayectos de cercanías, se efectúan con composiciones serie 2700 y de la serie 2600.
| procedencia/destino | < estación         | Línea | estación >          | destino/procedencia |
| ------------------- | ------------------ | ----- | ------------------- | ------------------- |
| León-Matallana      | Valle de Las Casas |       | Prado de la Guzpeña | Guardo-Apeadero     |